# Spiritual Genocide
Albums de Destruction
Day of Reckoning
(2011) Under Attack
(2016)
Spiritual Genocide est le douzième album studio du groupe de thrash metal allemand Destruction sorti le 23 novembre 2012. Cet album marque les 30 ans du groupe. Pour cette occasion, des grands noms du thrash metal teuton sont présents en tant que "guests": Andreas Geremia alias "Gerre" (Tankard) et Tom Angelripper (Sodom) qui sont de vieux amis du groupe. Mille Petrozza (Kreator) a aussi été contacté mais il déclina l'invitation. Ol Drake (Evile) réalise certains solos de l'album.

## Liste des titres
| No  | Titre                  | Durée |
| --- | ---------------------- | ----- |
| 1.  | Exordium               | 1:02  |
| 2.  | Cyanide                | 3:23  |
| 3.  | Spiritual Genocide     | 3:39  |
| 4.  | Renegades              | 4:01  |
| 5.  | City of Doom           | 4:01  |
| 6.  | No Signs of Repentance | 3:24  |
| 7.  | To Dust you will Decay | 4:21  |
| 8.  | Legacy of the Past     | 4:50  |
| 9.  | Carnivore              | 4:28  |
| 10. | Riot Squad             | 4:12  |
| 11. | Under Violent Sledge   | 4:09  |

| 12. | Princess of the Night        | 3:51 |
| 13. | Carnivore (version spéciale) | 4:28 |

Musique & paroles: Destruction.

## Composition du groupe
- Marcel 'Schmier' Schirmer - Chant & basse.
- Mike Sifringer - Guitare.
- Wawrzyniec 'Vaaver' Dramowicz - Batterie.